# Daniel Lioneye
Daniel Lioneye And The Rollers es una banda de música procedente de Finlandia. La banda surgió como un proyecto paralelo con mucha repercusión en la época en que HIM hacía su gira para promocionar su disco del 2001, Deep Shadows and Brilliant Highlights.
El grupo se concretó en el 2001 como una broma, quedando perfectamente en claro por el tipo de música que realizan, lanzando en Alemania y Finlandia el álbum The King Of Rock'n Roll. Su estilo al iniciar era bastante peculiar, dando a conocer sus influencias en el rock clásico, con toques de guitarras de los setenta y de los ochenta. 
Después de lanzar el álbum, y hacer algunas presentaciones en vivo para promocionar el trabajo, la realización del proyecto terminó debido a problemas que tenía Linde, queriendo también dejar de lado esa faceta y quedarse solo en las cuerdas. Tras un largo periodo de inactividad, en 2008 Linde anunció una nueva versión de la banda, ahora con un estilo más cercano al Black Metal, siendo el álbum Vol. II el regreso del grupo para 2010, esta vez contando sin Amour ni Valo. En la nueva alineación de la banda Linde se hace cargo de las voz, de las guitarras y el bajo, mientras que Burton, tecladista de HIM, toma parte en los teclados, a su vez que "Bolton" se hace cargo ahora de la batería.
A lo largo de este proyecto, han hecho pocas apariciones en vivo, siendo recordada la aparición en el Ankkarock 2001, festival del cual se pudo extraer pocos registros de video.

## Integrantes
- Mikko Lindström: Se autonombra "Daniel Lioneye" en esta banda. Es vocalista, guitarrista, bajista y compositor de la mayor parte de las canciones del grupo. Desde que se le escuchó cantar por primera vez en este grupo, todos se sorprendieron por la genial capacidad vocal que tenía Lily después de todo, al ser en HIM una persona que nunca habla, por ello en las entrevistas al grupo Daniel Lioneye, Valo ha hablado en su lugar. Para el álbum Vol. II, coincidiendo con el nuevo estilo de la banda, Linde ha evolucionado su tono de voz para que tome un papel más de lleno dentro del nuevo estilo del grupo, el Black Metal.

- Emmerson Burton: Conocido como el serio tecladista de HIM, Burton ha colaborado en el papel de los teclados para este renovado proyecto junto a su colega Linde.

- Bolton: Amigo de Linde, ha entrado a la banda como reemplazo de Ville Valo para el nuevo álbum de la banda.

Otros Integrantes e Invitados:
- Mikko Paananen: El hiperactivo Migé Amour, bajista de HIM, ocupó el lugar de las 4 cuerdas en este proyecto. Con una personalidad extrovertida, Migé siempre ha sido el personaje curioso al igual que en HIM. En la nueva versión de la banda, él ha declinado participar, ya que se encuentra enfocado con HIM al 100%.
- Ville Valo: El archiconocido Showman de HIM, tomaba un lugar bien distinto a lo que suele hacer en su banda principal. Valo se encargaba de la batería, y de también, daba la cara en las entrevistas que se le conocen de Daniel Lioneye. Al igual que Migé, en la nueva versión de la banda el no participa, siendo su lugar ocupado por "Bolton".
- Ike: Efectos de sonido.
- Kai "Hiili" Hiilesmaa: Teclados y producción.
- Itä-Saksa
- The Skreppers
- New Rose
- Ravenstorm

## Discografía

### The King of Rock'n Roll
Es el primer material discográfico que tiene el grupo. Fue lanzado en septiembre del 2001 en la época del Deep Shadows and Brilliant Highlights de HIM.
Posee 9 canciones, cargadas de un estilo particular mezclando guitarras distorsionadas con voces graves, orientadas a un rock más clásico, alejándose por completo del estilo que tenían en HIM.
1. The King of Rock'n Roll
2. Roller
3. Dope Danny
4. Never Been In Love
5. Eldorado Baby
6. Lonely Road
7. International Pussy Lover
8. We Gonna Rockin' Tonight
9. Knockin' On Heaven's Door (Cover de Bob Dylan)

### Vol. II
A 9 años del primer disco de la banda, Linde resucitó al grupo haciendo una nueva encarnación de esta, donde el sonido blues y hard rock característico de la banda ha evolucionado a un estilo más Black Metal, cambiando radicalmente el concepto original del grupo. Coincide con el lanzamiento discográfico más reciente de HIM, Screamworks: Love In Theory And Practice, Chapters 1-13. En este material ya no se encuentran en la banda ni Ville Valo ni Migé Amour. Será lanzado el 27 de abril de 2010.
1. Euroshaman
2. Flatlined
3. Saturnalia
4. Neolithic Way
5. I Saw Myself
6. The Mentat
7. I Have Never Wanted To Be Number One
8. Who Turned The Lights Out
9. Kiss of the Cannibal

## Conciertos
Al ser una banda paralela, y teniendo en cuenta el trabajo de estar en HIM, la banda ha hecho sus apariciones en vivo de manera poco frecuente. De hecho, se tiene registro de no más de 4 o 5 conciertos que hayan hecho desde que iniciaron Daniel Lioneye. La más recordada es la aparición en el festival de Ankkarock en el 2001, junto a The 69 Eyes, y varios grupos finlandeses más.
En septiembre de 2010, Linde comunicó vía Facebook que tendrían la oportunidad de hacer una gira por Estados Unidos los meses de febrero y marzo de 2011 como teloneros de Cradle of Filth. Para la gira la nueva alineación de miembros fue: Linde (HIM) a la guitarra, Migè (HIM) al bajo, Burton (HIM) al teclado, Manu Patel como voz principal y Seppo Tarvainen a la batería.
Los conciertos fueron muy bien y la banda estuvo entusiasmada por la cantidad de fanes de HIM y DL que fueron.

## Apariciones
La música de Daniel Lioneye se sigue utilizando gracias a Bam Margera (Amigo del grupo HIM), el cual ha utilizado la música de Daniel Lioneye para sus proyectos.
- Viva la Bam: La canción "The King of Rock'n Roll" aparece en la intro del programa.
- Viva la Bands: Compilado de Bam Margera, el cual la canción "The King of Rock'n Roll" aparece.
- Haggard: En esta película de Bam Margera, se utilizó la canción "Lonely Road", y varias canciones de HIM.

## Covers
Se tienen 2 registros de que HIM en algún momento interpretó canciones de Daniel Lioneye en sus conciertos.
- Dope Danny: En el show de año nuevo en Tavastia, celebrando el 2004, al principio de "Pretending", tocan el riff característico de "Dope Danny" como intro.
- Lonely Road: En un show en vivo, Valo y cia. han tocado esta canción de manera acústica. La grabación aparece en el sencillo de Buried Alive By Love.

## Relación Daniel Lioneye - HIM
- En la canción "Dope Danny", una parte de la canción dice "...Ive becoming a Cosmic Pope". Cosmic Pope es aquel dibujo de la época del Deep Shadows and Brilliant Highlights de HIM, que consiste en un papa con un casco de astronauta, antenas, y un báculo con un heartagram, también cabe destacar el gesto de las manos del dibujo. Valo lo tiene tatuado en una de sus pantorrillas al igual que su amigo el skater profesional Bam Margera que lo tiene en su antebrazo izquierdo.
- HIM suele hacer referencias en cuanto a Covers de Daniel Lioneye, ya quedan en claro gracias a los dos registros que hay.
- Hasta el día de hoy, en algunas entrevistas se les ve a los integrantes de HIM con camisetas de Daniel Lioneye.

## Enlaces
- Daniel Lioneye.com - Página en inglés del grupo
- Daniel-Lioneye.com - Página en inglés del grupo
- Daniel Lioneye Fans - MySpace del grupo
- HIMzone666 & HIMzone666.forum
- - Daniel Lioneye en MA

- Datos: Q549346